# Гордейчик, Лариса Александровна
Лариса Александровна Гордейчик (род. 2 августа 1939, Новосибирск) — советская киноактриса.

## Биография
Родилась 2 августа 1939 года в Новосибирске в семье матери, которая являлась домашней хозяйкой и отца, который являлся авиаконструктором, работавшим под началом С. А. Лавочкина. Родители после рождения дочери переехали жить в Москву, где Лариса Александровна обосновалась в будущем.
Во время Великой Отечественной войны вся семья была эвакуирована в Грузию, после того, как она завершилась, семья Гордейчик вернулась обратно в Москву.
С детского возраста у девушки были обнаружены хорошие вокальные данные. Во время учёбы в 5 классе Гордейчик поступила в детский хор при Институте художественного воспитания детей под руководством В. Г. Соколова, где стала одной из ведущих солисток. Выступала на различных престижных концертных площадках СССР. Учась в 7 классе, продолжала выступать на сцене, где девушку заметил В. С. Локтев и порекомендовал Гордейчик декану Н. А. Вербовой, которая после прослушивания в порядке исключения пригласила девушку учиться на подготовительные курсы при институте, после окончания которых Гордейчик стала студенткой вокального факультета в престижном учебном заведении.
В 1959 году после выступления на одном из юбилейных торжеств в институте Лариса Александровна была приглашена на пробы в фильм «Дом 11, дробь 20». После успешного прохождения проб Гордейчик была утверждена на главную роль Люси в этом фильме, который был переименован на «В нашем городе» и был выпущен в этом же году. После первого дебюта Гордейчик продолжила кинематографическую карьеру, так как ей приходили приглашения, и актриса сыграла ещё одну главную роль в экранизации повести А. П. Чехова — «Дом с мезонином», а затем играла роль Алёнки в фильме-сказке «Летающий корабль». В 1963 году сыграла роль женщины-космонавта в фантастическом фильме «Мечте навстречу». После снялась в третьей главной роли в историко-революционной драме «Именем революции». Также была и четвёртая главная роль в музыкальном телевизионном спектакле «Где-то в Москве», где сыграла роль Анны Сергеевны. Также снималась в других картинах.
После появления семьи пришлось завершить кинематографическую карьеру.

### Личная жизнь
- Во время съёмок в фильме «Мечте навстречу» 1963-го года Гордейчик познакомилась с моряком дальнего плавания, за которого вскоре вышла замуж и родила дочь. Позднее появился второй ребёнок — сын[1].

## Фильмография
- 1959 — В нашем городе — Люся (главная роль)
- 1959 — Накануне — гостья
- 1960 — Дом с мезонином — Мисюль (главная роль)
- 1960 — Летающий корабль — Алёнка
- 1962 — Увольнение на берег — Клава
- 1963 — Именем революции — Женя
- 1963 — Первый троллейбус — подруга ухажёра
- 1963 — Мечте навстречу — Таня (главная роль)
- 1963 — Шурка выбирает море — Клава
- 1969 — Трое — Вера
- 1972 — Где-то в Москве — Анна Сергеевна (главная роль)